# Elisabet Palo
Elisabet Palo, född 20 juni 1944, är en svensk författare, dramatiker och skådespelare.
Palo började arbeta som skådespelare i Teater Narren (1967-1979), där hon också medverkade hon som författare till flera av pjäserna. 1980-82 gick hon dramatiker-/dramaturgutbildning på Dramatiska institutet. Hon har sedan skrivit ett tjugotal pjäser, de flesta för barn- och ungdom. Elisabet Palo undervisar i att skriva dramatik, bland annat vid Ölands folkhögskola.

## Verk
Medförfattare till bland andra följande pjäser uppförda på Teater Narren
- 1969 Flickan i Havanna
- 1970 Solidaritet-Arbetarmakt, radioversion 1971
- 1970 Valparaíso
- 1974 Det bultar och det bankar, TV-version 1975
- 1974 Dom har dödat en gitarr
- 1977 Långt högre än pärlor…

Övriga pjäser
- 1982 …ellen dellen, dramatisering efter Maria Gripe
- 1984 Haren, Grisen och den Stora Katastrofen
- 1984 En björn för mamma och en björn för pappa
- 1985 Morfar och tanden
- 1986 En Herrgårdssägen, efter Selma Lagerlöf
- 1986 Flickan i Kanindräkten
- 1988 Sophie Scholl
- 1988 Agneta Horns barndom
- 1989 Barnen från Ådalsliden
- 1990 Fredrika Bremer
- 1990 I okänt vatten
- 1991 Teko-karusellen
- 1993 Häxtävlingen, efter Eva Ibbotson
- 1993 Anna Maria Lenngren, monolog
- 1997 …men att nog finns det en framtid?
- 1998 Längtar liket hem?
- 1998 Den gråtande kon

Romaner
- Palo, Elisabet (1998). En strimma aprikos: roman. Stockholm: Natur och kultur. Libris 7230049. ISBN 91-27-07083-2 (inb.)